# Generali Open 2021 - Qualificazioni singolare
Le qualificazioni del singolare del Generali Open 2021 sono state un torneo di tennis preliminare per accedere alla fase finale della manifestazione. I vincitori dell'ultimo turno sono entrati di diritto nel tabellone principale. In caso di ritiro di uno o più giocatori aventi diritto, sono subentrati i lucky loser, ossia i giocatori che hanno perso nell'ultimo turno e che avevano una classifica più alta rispetto agli altri partecipanti che avevano perso nel turno finale.

## Teste di serie
1. Carlos Taberner (ultimo turno)
2. Andrej Martin (ultimo turno)
3. Jozef Kovalík (qualificato)
4. Juan Ignacio Londero (primo turno)

1. Juan Manuel Cerúndolo (primo turno)
2. Marc Polmans (primo turno)
3. Nikola Milojević (primo turno)
4. Mario Vilella Martínez (ultimo turno)

## Qualificati
1. Ernests Gulbis
2. Holger Rune

1. Jozef Kovalík
2. Lukas Neumayer

## Tabellone

### Legenda
| - Q = Qualificato - WC = Wild card - LL = Lucky loser | - ALT = Alternate - SE = Special Exempt - PR = Protected Ranking | - w/o = Walkover - r = Ritirato - d = Squalificato |

### Sezione 1
|  | Primo turno | Primo turno        | Primo turno        | Primo turno | Primo turno |  |  | Ultimo turno | Ultimo turno    | Ultimo turno | Ultimo turno | Ultimo turno |  |
|  |             |                    |                    |             |             |  |  |              |                 |              |              |              |  |
|  | 1           | Carlos Taberner    | Carlos Taberner    | 6           | 7           |  |  |              |                 |              |              |              |  |
|  |             | Evgenij Karlovskij | Evgenij Karlovskij | 4           | 64          |  |  | 1            | Carlos Taberner | 3            | 6            | 3            |  |
|  |             | Ernests Gulbis     | Ernests Gulbis     | 6           | 6           |  |  |              | Ernests Gulbis  | 6            | 3            | 6            |  |
|  | 7           | Nikola Milojević   | Nikola Milojević   | 3           | 4           |  |  |              |                 |              |              |              |  |

### Sezione 2
|  | Primo turno | Primo turno   | Primo turno   | Primo turno | Primo turno |  |  | Ultimo turno | Ultimo turno  | Ultimo turno  | Ultimo turno | Ultimo turno |  |
|  |             |               |               |             |             |  |  |              |               |               |              |              |  |
|  | 2           | Andrej Martin | Andrej Martin | 6           | 6           |  |  |              |               |               |              |              |  |
|  |             | Zizou Bergs   | Zizou Bergs   | 4           | 3           |  |  |              | Andrej Martin | Andrej Martin | 5            | 5            |  |
|  |             | Holger Rune   | Holger Rune   | 7           | 6           |  |  |              | Holger Rune   | Holger Rune   | 7            | 7            |  |
|  | 6           | Marc Polmans  | Marc Polmans  | 6           | 3           |  |  |              |               |               |              |              |  |

### Sezione 3
|  | Primo turno | Primo turno            | Primo turno            | Primo turno | Primo turno |  |  | Ultimo turno | Ultimo turno           | Ultimo turno           | Ultimo turno | Ultimo turno |  |
|  |             |                        |                        |             |             |  |  |              |                        |                        |              |              |  |
|  | 3           | Jozef Kovalík          | Jozef Kovalík          | 6           | 6           |  |  |              |                        |                        |              |              |  |
|  | WC          | Leandro Riedi          | Leandro Riedi          | 2           | 4           |  |  | 3            | Jozef Kovalík          | Jozef Kovalík          | 7            | 7            |  |
|  | Alt         | Lucas Miedler          | Lucas Miedler          | 3           | 4           |  |  | 8            | Mario Vilella Martínez | Mario Vilella Martínez | 5            | 5            |  |
|  | 8           | Mario Vilella Martínez | Mario Vilella Martínez | 6           | 6           |  |  |              |                        |                        |              |              |  |

### Sezione 4
|  | Primo turno | Primo turno           | Primo turno          | Primo turno | Primo turno |  |  | Ultimo turno | Ultimo turno   | Ultimo turno   | Ultimo turno | Ultimo turno |  |
|  |             |                       |                      |             |             |  |  |              |                |                |              |              |  |
|  | 4           | Juan Ignacio Londero  | Juan Ignacio Londero | 67          | r           |  |  |              |                |                |              |              |  |
|  | WC          | Lukas Neumayer        | Lukas Neumayer       | 7           |             |  |  | WC           | Lukas Neumayer | Lukas Neumayer | 6            | 7            |  |
|  |             | Lukáš Rosol           | 6                    | 610         | 6           |  |  |              | Lukáš Rosol    | Lukáš Rosol    | 4            | 65           |  |
|  | 5           | Juan Manuel Cerúndolo | 3                    | 7           | 1           |  |  |              |                |                |              |              |  |